# Браш (Колорадо)
Браш (англ. Brush) — місто (англ. city) в США, в окрузі Морган штату Колорадо. Населення — 5339 осіб (2020).

## Географія
Браш розташований за координатами 40°15′31″ пн. ш. 103°37′56″ зх. д. / 40.25861° пн. ш. 103.63222° зх. д. (40.258598, -103.632348).  За даними Бюро перепису населення США в 2010 році місто мало площу 6,41 км², уся площа — суходіл.

### Клімат
| Клімат : Браш         | Клімат : Браш | Клімат : Браш | Клімат : Браш | Клімат : Браш | Клімат : Браш | Клімат : Браш | Клімат : Браш | Клімат : Браш | Клімат : Браш | Клімат : Браш | Клімат : Браш | Клімат : Браш | Клімат : Браш |
| Показник              | Січ.          | Лют.          | Бер.          | Квіт.         | Трав.         | Черв.         | Лип.          | Серп.         | Вер.          | Жовт.         | Лист.         | Груд.         | Рік           |
| Середній максимум, °C | 3,9           | 6,1           | 10,0          | 15,6          | 21,1          | 27,2          | 31,7          | 30,6          | 26,1          | 18,9          | 10,0          | 5,6           | 17,2          |
| Середній мінімум, °C  | −11,1         | −8,9          | −5,6          | −0,6          | 5,6           | 10,6          | 14,4          | 13,3          | 8,3           | 1,7           | −5,6          | −9,4          | 1,1           |
| Норма опадів, мм      | 10            | 13            | 25            | 46            | 74            | 64            | 71            | 48            | 38            | 25            | 15            | 15            | 445           |
| --------------------- | ------------- | ------------- | ------------- | ------------- | ------------- | ------------- | ------------- | ------------- | ------------- | ------------- | ------------- | ------------- | ------------- |
| Джерело: Weatherbase  |               |               |               |               |               |               |               |               |               |               |               |               |               |

## Демографія
Згідно з переписом 2010 року, у місті мешкали 5463 особи в 2087 домогосподарствах у складі 1288 родин. Густота населення становила 853 особи/км².  Було 2295 помешкань (358/км²).
Расовий склад населення:
| - 80,2 % — білих - 1,5 % — корінних американців - 1,3 % — чорних або афроамериканців - 0,4 % — азіатів - 13,9 % — осіб інших рас |

До двох чи більше рас належало 2,7 %. Частка іспаномовних становила 36,2 % від усіх жителів.
За віковим діапазоном населення розподілялося таким чином: 25,7 % — особи молодші 18 років, 55,0 % — особи у віці 18—64 років, 19,3 % — особи у віці 65 років та старші. Медіана віку мешканця становила 38,3 року. На 100 осіб жіночої статі у місті припадало 82,4 чоловіків;  на 100 жінок у віці від 18 років та старших — 78,0 чоловіків також старших 18 років.
Середній дохід на одне домашнє господарство  становив 49 869 доларів США (медіана — 44 457), а середній дохід на одну сім'ю — 58 372 долари (медіана — 52 542). За межею бідності перебувало 12,1 % осіб, у тому числі 13,0 % дітей у віці до 18 років та 18,1 % осіб у віці 65 років та старших.
Цивільне працевлаштоване населення становило 2025 осіб. Основні галузі зайнятості: освіта, охорона здоров'я та соціальна допомога — 27,7 %, виробництво — 21,9 %, мистецтво, розваги та відпочинок — 9,5 %, роздрібна торгівля — 8,0 %.